# ネビュラ賞
ネビュラ賞（ネビュラしょう、英：The Nebula Awards）は、アメリカSFファンタジー作家協会（SFWA）が主催し、アメリカ合衆国内で前暦年に刊行された英語のスペキュレイティブ・フィクション（SF）やファンタジー作品を対象に授与する文学賞。ネビュラとは星雲のこと。
SF・ファンタジー作品に与えられる賞としてはヒューゴー賞と知名度を二分する。ヒューゴー賞が（ワールドコンに登録した）一般のファンの投票によって選ばれる賞であるのに対し、ネビュラ賞はSFWA会員（作家、編集者、批評家など）の投票によって選ばれる。なお、2024年現在のSFWA会員数は2300人超である。
1966年の第1回以降、毎年続いている。2008年までは過去2年以内に刊行された作品が対象となったが、2009年以降は前暦年の作品のみが対象となっている。そのほか、幾度か規約の改定が行われている。

## 概要
ネビュラ賞はSFWAが主催し、スペキュレイティブ・フィクション（SF）やファンタジー作品を対象に授与する文学賞である。
対象となるのは、アメリカ国内で前暦年に刊行された英語の作品である。SFやファンタジーの定義は明文化されていないので、どの作品を対象とするかは推薦者・投票者の判断に任される。
ネビュラ賞の候補作・受賞作はSFWAの会員による投票で選ばれるが、SFWA会員以外の著作も対象となる。毎年11月15日から翌2月15日までに行われる予備投票で、得票数の多い順に6作が最終候補作となる（6位同票数の作品はすべて候補となる）。本投票は3月に行われ、5月に開催されるネビュラ賞セレモニーで受賞作が発表・授与される。会員は自作に投票することを禁じられている。候補を辞退することはできる。本投票の結果が同数となった場合、予備投票での得票数の多かった方が受賞作となる。
受賞者には、輝く渦巻き状の星雲と、惑星を象った宝石を埋め込んだ透明なブロックのトロフィーが授与されるが、賞金はない。 このトロフィーのデザインはケイト・ウィルヘルムのスケッチに基づきJ・A・ローレンスが手がけたもので、第1回以降変更されていない。
ネビュラ賞とヒューゴー賞の両方を受賞した作品は、「ダブル・クラウン」と呼ばれることがある。
同様の名称で同じくSF・ファンタジー作品を対象とする日本の星雲賞、中国の銀河賞・全球華語科幻星雲賞とは、直接の関連はない。
日本人はこれまで、2007年に宮崎駿が映画『ハウルの動く城』で最優秀脚本賞を受賞。2023年に『ELDEN RING』で宮崎英高がゲームライティング部門の最優秀賞を受賞している。

## 歴史
第1回ネビュラ賞は1966年、1965年の刊行作品を対象として行われた。これは1965年にSFWAの会計担当だった作家ロイド・ビッグル・ジュニアが提案した「受賞作をアンソロジーとして刊行し、その売り上げを資金として賞を開催する」というアイデアに基づいている。このアイデアはアメリカ探偵作家クラブ主催のエドガー賞（MWA賞）を範としており、授賞式開催はエドガー賞とヒューゴー賞を手本としていた。
第1回は長編部門、中長編部門、中編部門、短編部門の4部門で行われた。これらの部門は現在まで続いている。脚本を対象とする部門は、1974-78年度に「Best Dramatic Presentation and Best Dramatic Writing」の名で、2000-09年度には「Best Script」の名でそれぞれ行われたが、2010年度にネビュラ賞からは廃止されてブラッドベリ賞に置き換えられた。2017年5月、ゲームライティング全般（シナリオなど）を対象とする「ゲームライティング部門（Best Game Writing）」を新設することが発表された。
1970年には「受賞なし」という選択肢が追加された。1971年の短編部門と1977年のスクリプト部門で、実際に「受賞なし」となったことがある。
当初は対象期間が昨12月～11月とされていたが、1980年受賞分からは暦年が区切りとなった。また同時に、SFWAの委員会が候補作を追加する権利を認められた。また、同一作品のマスマーケット・ペーパーバック版（ハードカバー版よりも数ヶ月以上遅れて刊行されることもある）の刊行も対象となった。2009年度以前のネビュラ賞では、「対象期間内において刊行から1年以内の作品」を投票対象とする決まりになっていた（つまり、2年前の刊行作品にも投票できた）。これらの規則が存在したために、2007年度にはすべての受賞作を2005年刊行作品が占めるという結果になった。2010年度からは、前暦年の発表作品のみが対象となり、マスマーケット・ペーパーバック版の例外規定が廃止されて、現行の規定となった。

## 部門
小説部門の分類における分量の目安は、ヒューゴー賞の小説部門と同じである。本賞の受賞年度は受賞年を基準としている。
| 現在の部門名                               | 実施年                          | 対象、備考                                             |
| ------------------------------------------ | ------------------------------- | ------------------------------------------------------ |
| 長編小説部門 (Best Novel)                  | 1966年 - 現在                   | 40000語以上（ノヴェル）                                |
| 中長編小説部門 (Best Novella)              | 1966年 - 現在                   | 17500語から39999語（ノヴェラ）                         |
| 中編小説部門 (Best Novelette)              | 1966年 - 現在                   | 7500語から17499語（ノヴェレット）                      |
| 短編小説部門 (Best Short Story)            | 1966年 - 現在                   | 7500語未満（短編小説）                                 |
| ゲームライティング部門 (Best Game Writing) | 2018年 - 現在                   | ゲームライティング全般                                 |
| スクリプト部門 (Best Script)               | 1974年 – 1978年 2000年 – 2009年 | 映画やテレビなどの脚本                                 |
| アンドレ・ノートン賞 (Andre Norton Award)  | 2006年 - 現在                   | ヤングアダルト・ミドルグレード小説、グラフィックノベル |
| レイ・ブラッドベリ賞 (Ray Bradbury Award)  | 2010年 - 現在                   | 映画やテレビなどの脚本                                 |

ネビュラ賞セレモニーでは、ネビュラ賞以外にもいくつかの賞や栄典が授与される。1975年開始のデーモン・ナイト記念グランド・マスター賞は「サイエンス・フィクションないしはファンタジーにおける生涯の功績」を讃える賞である。1995年には、功労賞としての「名誉作家（Author Emeritus）」号と、SFWAへの貢献を讃えるケビン・オドネル・ジュニア賞が制定された。2009年には、スペキュレイティブ・フィクションに多大な影響を与えた作家に贈るソルスティス賞が制定された。この4つは毎年授賞されるとはかぎらない。